# Fossalta Maggiore
Fossalta Maggiore (Fossàlta Majór in veneto) è l'unica frazione del comune di Chiarano, in provincia di Treviso.

## Geografia fisica
Occupa la porzione occidentale del territorio comunale. Numerosi i corsi d'acqua: il più rilevante è il Piavon, che scorre ad est del centro; seguono, a sudovest, il canale Bidoggia e la fossa Formosa, suo tributario.

## Storia
Durante la prima guerra mondiale fu allestito presso villa Vascellari un ospedale militare austro-ungarico e poco distante un cimitero da campo. Ne rimane testimonianza un monumento funebre dedicato ai caduti austro-ungarici, collocato nelle vicinanze della chiesa parrocchiale.

## Monumenti e luoghi d'interesse

### Architetture civili

#### Villa Vascellari, Bortoluzzi, Ceccuto, Manente
Cimitero e Monumento Austrungarico

#### Villa Vascellari
Sorge ai margini dell'abitato, inserendosi in un frondoso parco circondato dal paesaggio agricolo. Secondo Dino Cagnazzi la costruzione sarebbe secentesca, ma fu ampliata e rimaneggiata nell'Ottocento; di questo periodo sono ad esempio le due ali che affiancano la casa padronale.
Quest'ultima è un edificio di tre piani dalla facciata estremamente sobria. Le aperture, rettangolari, sono cinque per livello e si dispongono simmetricamente. Al primo e al secondo piano sono architravate, con davanzali e sopracornici, mentre le finestre del sottotetto sono unite da una fascia decorazione con motivi floreali.